# 馮媛甄
馮 媛甄（フォン・ユエンチェン、英語名：Abby Fung, 1982年10月30日 - ）は、台湾嘉義市出身のタレント、女優。台湾の人気バラエティ番組『全民大悶鍋』に出演して「台湾のナンバーワンモデル」で女優のリン・チーリン（林志玲）の特徴的な「甘え声」を物まねしたことで人気者になり、「リトル・チーリン」（小林志玲）と呼ばれる。
韓国の恋愛喜劇映画『猟奇的な彼女』をリメイクして2012年に放送された中国の連続テレビドラマ『牽牛的夏天』 (My Sassy Girl) や2010年に公開された中国の恋愛喜劇映画『我的野蛮女友2』 (My Sassy Girl 2) 、2014年に公開された中国の恐怖活劇映画『屍城』 (Zombie Fight Club) などに出演している。